# Operación Pantomima
La Operación Pantomima es un documental cubano que habla de una operación secreta de la Agencia Central de Inteligencia (CIA), llevada a cabo en Colombia en 1948 para asesinar a Jorge Eliécer Gaitán, jefe del Partido Liberal de Colombia con ideas socialistas, y favorito para ganar las elecciones presidenciales de ese país. Esta operación hacia parte de la Doctrina Truman, impuesta por Estados Unidos para frenar el avance comunista en el mundo.

## La operación
El documental, que dice basarse en el testimonio de John Mepples Spirito, ex agente de la CIA capturado en Cuba en 1960, afirma que en 1948, durante la realización en Bogotá, Colombia, de la IX Conferencia Panamericana, estaba Mepples asignado al país como agente encubierto haciéndose pasar como estudiante de habla italiana llamado George Ricco, cuyo objetivo era reunirse con expertos colombianos y agentes de la CIA que ya estaban en Colombia.
La misión de Mepples era asistir a las reuniones estudiantiles en las universidades para estudiar las tendencias estudiantiles que causaban mucho alboroto entonces. Durante su misión logró descubrir que los estudiantes apoyaban a un político llamado Jorge Eliécer Gaitán, candidato a la presidencia de Colombia de ideas socialistas. Gaitán era el candidato más popular en aquella época y, si ganaba, seguramente el país se hubiera convertido en una nación socialista, lo que perjudicaría los intereses económicos y políticos de Estados Unidos en este país.
La CIA, luego de recibir los informes de misión de Mepples, intentó sobornar  a Gaitán para que dejara la política a cambio de la cátedra de derecho penal en la Universidad Sorbona de París o en la Universidad de Roma. Le ofrecieron un apartamento lujoso en la ciudad que eligiera (París o Roma), dos fincas: Una en la Sabana de Bogotá y otra en los Llanos Orientales, además de la financiación necesaria para que sus hijos pudieran estudiar el resto de sus vidas en cualquier universidad o colegio de Europa. Gaitán no aceptó pese a que su familia le insistió en que lo hiciera, en especial su hija Gloria.
Ante la negativa de Gaitán de ceder ante el soborno, la CIA tomó la decisión de asesinarlo. Para esto contrataron a un colombiano que ya le había ayudado a la Embajada Estadounidense en Bogotá en algunas misiones, su nombre era Juan Roa Sierra. La CIA le prometió a Roa Sierra que lo defenderían en caso de que las autoridades colombianas lo detuvieran por el hecho, le pagarían una suma de dinero y lo sacarían lo más pronto posible del país, pero los norteamericanos no pensaban hacer todo esto; por el contrario, después de que Roa Sierra asesinara a Gaitán lo asesinarían a él, ya que era un testigo presencial del hecho y podría delatarlos en cualquier momento, además que su muerte serviría de chivo expiatorio Roa Sierra llevó a cabo el asesinato el 9 de abril de 1948 en el centro de Bogotá. Mientras intentaba huir, las personas del sector asesinaron a Roa Sierra, por lo que la CIA no tuvo necesidad de matarlo directamente.

## Consecuencias
Según el documental, la Operación Pantomima trajo como consecuencia el Bogotazo, una manifestación popular violenta ocurrida en la capital del país (Colombia) inmediatamente después de la muerte de Gaitán. El Bogotazo se extendió días después a nivel nacional, iniciando una de las etapas más sanguinarias en la historia de Colombia, que la mayoría de los historiadores sitúan entre 1948 y 1958, conocida como La Violencia.
En 1988 el investigador y escritor colombiano, Arturo Alape, visitó a John Mepples Spirito en su apartamento en un edificio de El Vedado, cercano al Hotel Nacional en La Habana, con autorización y bajo supervisión del Ministerio del Interior de Cuba. Esta vez, Mepples se limitó a indicar que la información entregada en ese entonces había sido “floreada”, es decir, arreglada para ser creíble con el objeto de sobrevivir.
A inicios de 1998, el reconocido abogado Eduardo Umaña Mendoza asumió la investigación del caso Gaitán a petición de la hija del caudillo Gloria Gaitán. La labor de investigación jurídica del caso por parte del reconocido jurista tuvo como base, no solamente las declaraciones iniciales de Mepples, sino diversos estudios documentales de los archivos policiales y judiciales del caso hechos por el mismo Umaña Mendoza con la colaboración de algunos estudiantes universitarios bajo su tutela, con la cual expuso la tesis de que la muerte de Gaitán había sido producto de un complot orquestado por la misma CIA en colaboración de poderosas familias de las castas Liberal y conservadora. 
Pocas semanas después de revelar los avances del caso en mención, Umaña Mendoza fue asesinado por un comando paramilitar en su apartamento en Bogotá. Tras el asesinato del abogado, su padre, el también reconocido pedagogo Eduardo Umaña Luna afirmó en entrevistas reiteradas veces que su hijo le había contado que ya sabía quienes habían ordenado la muerte de Gaitán, toda vez que había logrado comprobar la participación de la CIA en este caso. Del mismo modo, Umaña Luna aseveró que horas después del asesinato de su hijo, personas que se habían identificado como agentes del CTI se habían llevado exclusivamente los archivos del trabajo de su hijo del caso Gaitán, lo cual le habría parecido extraño siendo que en el mismo lugar había información de otros casos igualmente delicados en las que su hijo estaba trabajando, casos judiciales con violaciones de los DD. HH. por parte de miembros de las fuerzas armadas y conformación de escuadrones paramilitares. Esta afirmación ha sido corroborada tanto por la misma Gloria Gaitán como por los investigadores y abogados que tomaron el caso del asesinato de Eduardo Umaña Mendoza.